# Cremlingen
Cremlingen [kʁɛm.lɪŋən] ist eine Gemeinde im Landkreis Wolfenbüttel (Niedersachsen), östlich von Braunschweig. Cremlingen war bis 2018 Standort des Senders Cremlingen-Abbenrode des Deutschlandfunks, der auch gelegentlich als Sender Königslutter bezeichnet wurde.

## Geographie

### Lage
Das Gemeindegebiet liegt im Übergang zwischen Norddeutscher Tiefebene und mitteldeutschem Bergland. Höchster Punkt der Gemeinde ist mit 302 m über Normalhöhennull der Kleine Tafelberg im Elm bei Destedt.

### Ortschaften
(Quelle: Cremlingen)

## Geschichte

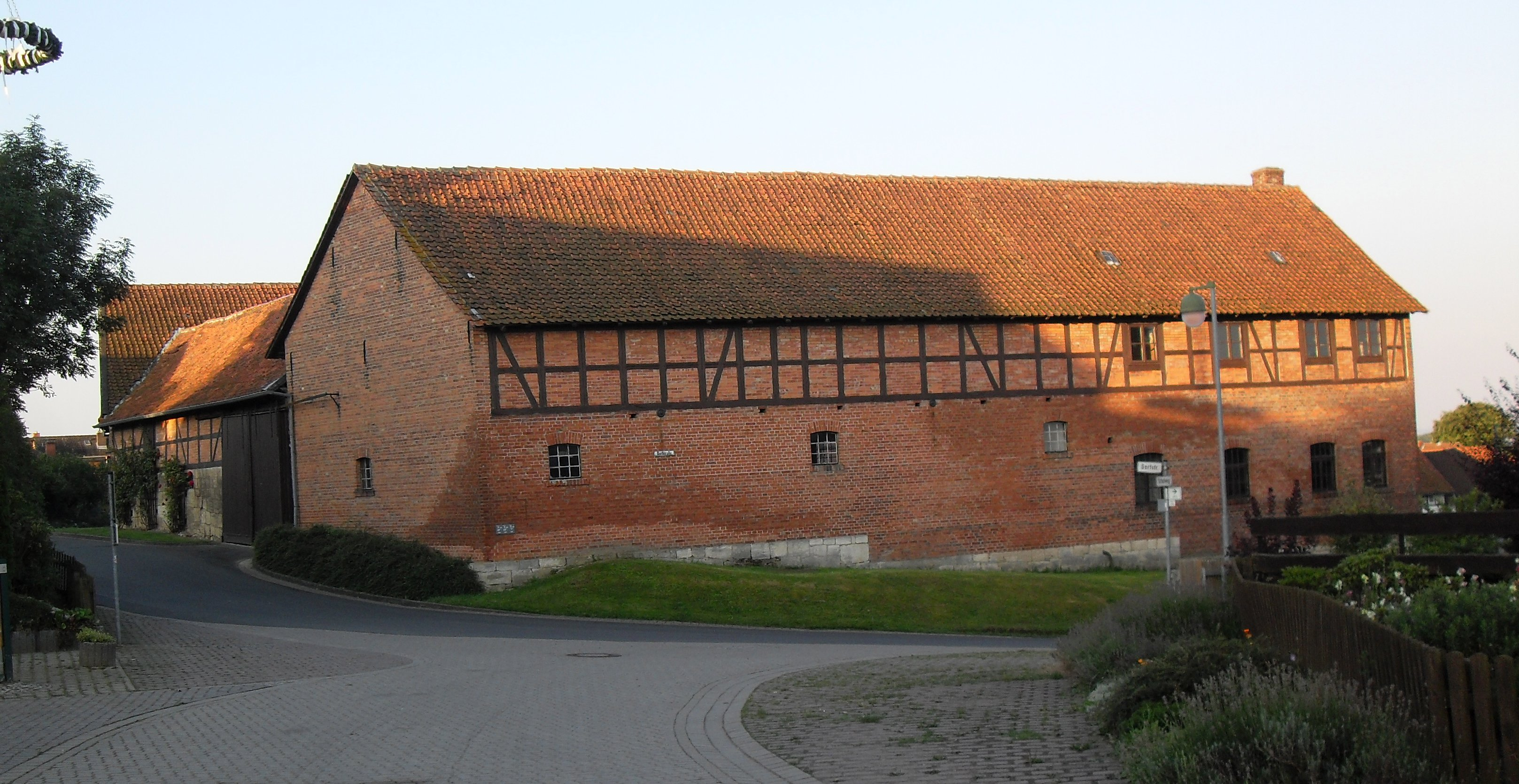
Historische Hofstelle in Hemkenrode

Vom Ostrand des Oberzentrums Braunschweig erstreckt sich die rund 60 Quadratkilometer große Gemeinde bis in den nordwestlichen Elm. Der Ort ist aus zwei Gemeinden zusammengewachsen, der Dorfgemeinde mit 65 und der Gutsgemeinde mit sieben Häusern. Die Endung ~ingen zeigt an, dass der Name bis etwa 500 entstanden ist. Die Siedlungsgeschichte ist allerdings weit älter, wie ein Urnengräberfeld am Ehlerberge südwestlich des Ortes belegt. 1302 wurde Cremlingen als „Cremlinge“ überliefert, während es im 14. Jahrhundert urkundlich als „Cremninge“ vorkam.
Vorteilhaft für die Entwicklung der Gemeinde war die Lage an der alten Handelsstraße, die im Mittelalter von Köln über Braunschweig nach Magdeburg führte. Hier wurde hauptsächlich mit Getreide gehandelt, das auch auf den Äckern Cremlingens angebaut wurde. Von der hiesigen Getreidewirtschaft profitierten besonders die Herren von Veltheim und das Kloster Riddagshausen, das 1308 zwei zehntfrei Hufen und eine Wort (Hof) erhielt. Dazu kam später Land derer von Veltheim als herzogliches Lehen. Die von Veltheim auf Destedt sind bis heute Besitzer des Rittergutes in Cremlingen. Land war auch vom Halberstädter Bischof als Lehen übertragen worden, auf dessen Diözesangebiet Cremlingen lag.
Thermalquelle
Kurz nach dem Beginn des 20. Jahrhunderts stieß die Mitteldeutsche Erdölbohrgemeinschaft in 410 Meter Tiefe auf eine Thermalquelle mit 34 °C warmem Wasser. Die Heilkraft wurde in der Presse ausgiebig diskutiert, und der Traum von einem Heilbad kam auf. In den 1930er Jahren versuchte der Cremlinger Arzt Ernst Matheis, den Badebetrieb zu organisieren – Pläne, die der Zweite Weltkrieg durchkreuzte. Im Jahre 1973 wurde das Gelände dem (jetzt aufgelösten) angrenzenden militärischen Übungsplatz zugeschlagen. Vergeblich versuchte man, die Quelle mit Sand abzudichten: Noch heute sprudeln stündlich etwa 7600 Liter ungenutzt in die Landschaft. Inzwischen hat die Naturschutzbehörde das Gebiet zum schützenswerten Biotop erklärt. Massive Einschnitte in die Landschaft ergaben sich mit dem Bau der „Weddeler Schleife“, der Autobahn A 39 und der Umgehungsstraße.
Fossilienfunde
Bereits der Ammonit im Wappen weist auf fossilienhaltige Gesteine in der Umgebung Cremlingens hin. Im Zuge von Erdarbeiten für einen Autobahn-Neubau entdeckte ein Sammler im Mai 2005 ein prähistorisches Skelett aus dem Mesozoikum, das sich als gut erhaltener Ichthyosaurus (Acamptonectes densus) herausstellte.

### Eingemeindungen
Die Gemeinde Cremlingen ist am 1. März 1974 als Einheitsgemeinde durch den gesetzlichen Zusammenschluss der ehemaligen selbstständigen Gemeinden Abbenrode, Cremlingen, Destedt, Gardessen, Hemkenrode, Hordorf, Klein Schöppenstedt, Schandelah, Schulenrode und Weddel entstanden. Am 1. März 1974 wurde Hötzum in die neue Gemeinde Sickte eingegliedert.

### Einwohnerentwicklung
| Entwicklung |
| --- |
| Hier fehlt eine Grafik, die leider im Moment aus technischen Gründen nicht angezeigt werden kann. Wir arbeiten daran! |

| Jahr | Einwohner |
| ---- | --------- |
| 2007 | 12.739    |
| 2008 | 12.763    |
| 2009 | 12.816    |
| 2010 | 12.744    |
| 2011 | 12.899    |
| 2012 | 12.909    |
| 2013 | 13.000    |
| 2014 | 13.047    |
| 2015 | 13.056    |
| 2016 | 13.065    |

| Jahr | Einwohner |
| ---- | --------- |
| 2017 | 13.053    |
| 2018 | 13.111    |
| 2019 | 13.073    |
| 2020 | 12.996    |

Die Daten entstammen den Angaben des Statistischen Landesamtes Niedersachsen. Sie beziehen sich auf den 31. Dezember jedes Jahres.

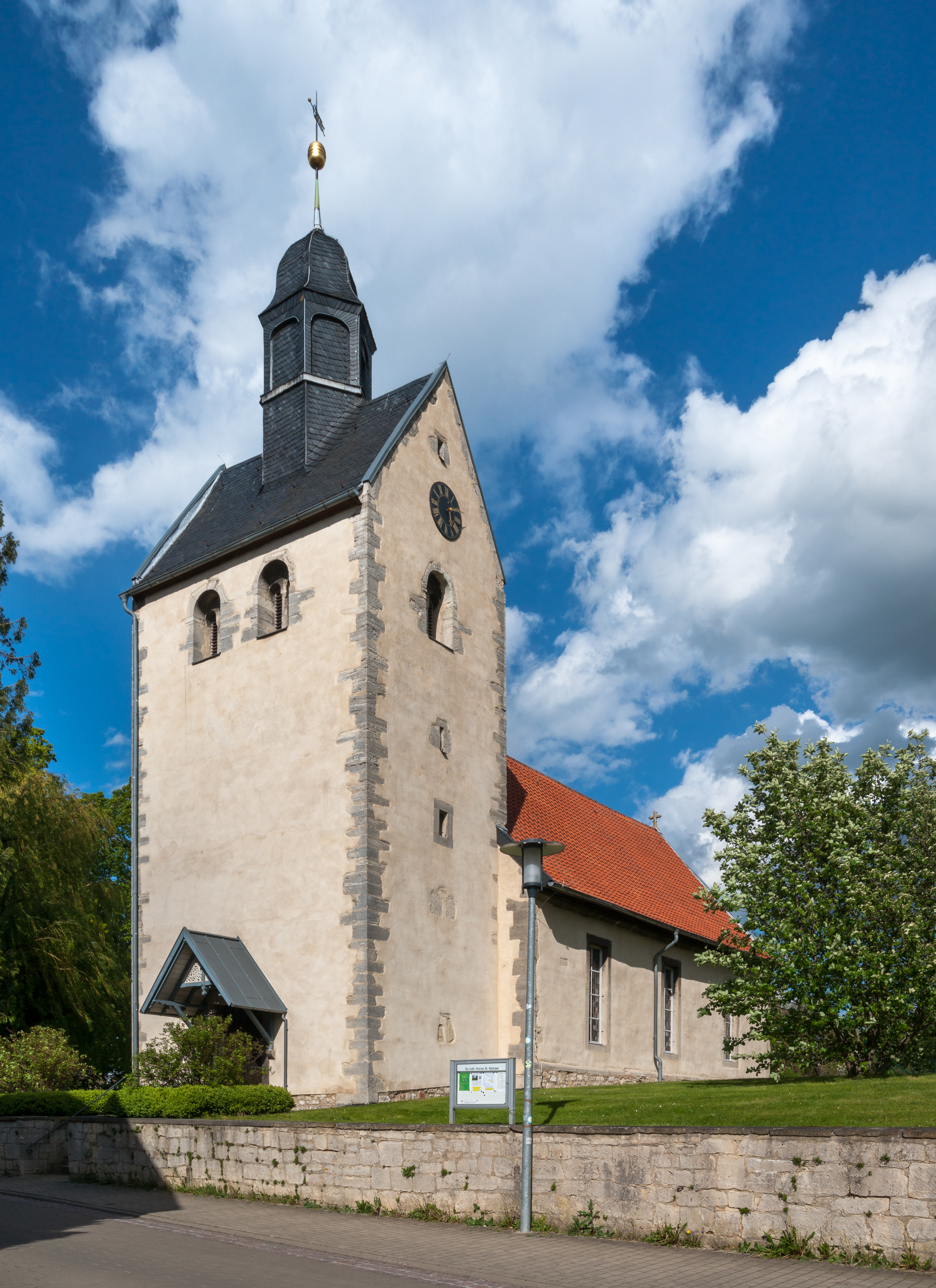
Kirche St. Michael

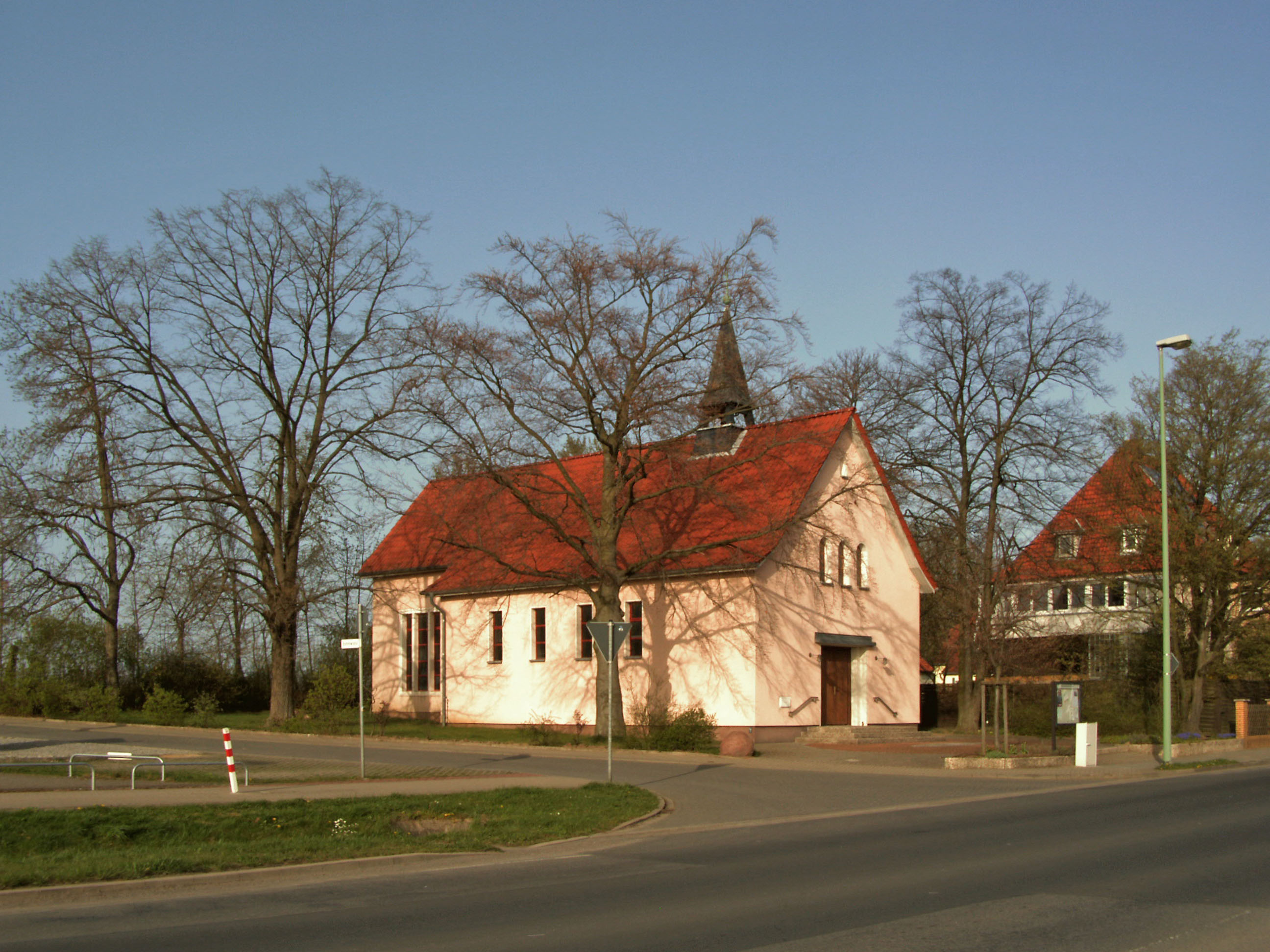
Kirche St. Theresia vom Kinde Jesu

## Religion
Die evangelische Pfarrkirche in Cremlingen (Im Dorfe 13) wurde vom Archidiakon des Bannes Lucklum verwaltet. Ein Pfarrgeistlicher wird 1302 mit Lubertus quon-dam plebanus urkundlich greifbar. Der Turm mit Satteldach und achtseitiger Laterne und das Kirchenschiff zeigen spätromanische Spuren, während der Chor romanisch ist. Da das Patrozinium der Kirche nicht mehr bekannt war, erhielt sie 1963 den Namen St. Michael. Heute gehört die Kirchengemeinde Cremlingen zur Propstei Königslutter.
In Cremlingen befand sich von 1953 bis 2014 die katholische Kirche St. Theresia vom Kinde Jesu. Heute befindet sich im Ortsteil Weddel eine katholische Kirche.

## Politik

### Gemeinderat
Der Gemeinderat der Gemeinde Cremlingen besteht aus 30 Ratsfrauen und Ratsherren. Dies ist die festgelegte Anzahl für eine Gemeinde mit einer Einwohnerzahl zwischen 12.001 und 15.000 Einwohnern. Die 30 Ratsmitglieder werden durch eine Kommunalwahl für jeweils fünf Jahre gewählt. Die aktuelle Amtszeit begann am 1. November 2016 und endet am 31. Oktober 2021.
Stimmberechtigt im Rat der Gemeinde ist außerdem der hauptamtliche Bürgermeister Detlef Kaatz (SPD).
Die Kommunalwahl 2021 ergab die folgende Sitzverteilung:
| Gemeinderat 2021Insgesamt 30 Sitze - Linke: 1 - SPD: 10 - Grüne: 5 - HAIE: 1 - FDP: 1 - CDU: 11 - Basis: 1 |

### Bürgermeister
Hauptamtlicher Bürgermeister der Gemeinde Cremlingen ist Detlef Kaatz (SPD). Bei der letzten Bürgermeisterwahl am 25. Mai 2014 wurde er mit 50,5 % der Stimmen gewählt. Die Wahlbeteiligung lag bei 62,2 %. Kaatz trat sein Amt am 1. November 2014 an und löste den bisherigen Amtsinhaber Günter Eichenlaub (CDU) ab, der nicht mehr kandidiert hatte.

### Wappen
| | Blasonierung: „Geteilt durch Blau und Gold, oben ein wachsender rotbewehrter und -gezungter goldener Löwe, unten ein blaues Ammonshorn.“ |
| Wappenbegründung: Der 1974 aufgelöste Landkreis Braunschweig lebt im Gedächtnis vieler seiner einstigen Mitgliedsgemeinden fort. Auch die Einheitsgemeinde Cremlingen, in der zehn frühere Gemeinden dieses Landkreises zusammengeschlossen sind, hat ihm ein Denkmal gesetzt, und zwar in der oberen Hälfte ihres Wappens, den Landkreislöwen wachsend gezeigt. Der Ammonit ist eine Versteinerung, die im Kalkstein des Elms, der das Gemeindegebiet beherrscht, häufig vorkommt. Mit den Farben Blau-Gold, die neben den Braunschweiger Landkreisfarben auch die braunschweigischen Landesfarben sind, markiert Cremlingen überdies seine Lage im Herzen des Braunschweiger Landes. Das Wappen wurde von Wilhelm Krieg gestaltet und am 8. Juni 1976 durch den Landkreis Wolfenbüttel genehmigt. | |

### Flagge
Die Flagge der Gemeinde ist Blau - Gelb (1:1) gestreift.

### Dienstsiegel
Das Dienstsiegel enthält das Wappen und die Umschrift „Gemeinde Cremlingen, Landkreis Wolfenbüttel“.

## Kultur und Sehenswürdigkeiten
siehe auch: Liste der Baudenkmale in Cremlingen
Mehr als 500 Mitglieder der Gemeinde Cremlingen nehmen an einem CD-Projekt namens „Wie klingt Cremlingen?“ teil. In mehreren Dörfern der Gemeinde gibt es neben den traditionellen Chören mehrere Chöre, die sich moderner Musik verschrieben haben.

## Wirtschaft und Infrastruktur

### Unternehmen
Cremlingen ist Sitz des Telekommunikationsherstellers Auerswald.
Außerdem ist Cremlingen Sitz und Fabrikationsstandort der zur Halloren Schokoladenfabrik gehörenden Weibler Confiserie Chocolaterie GmbH. Diese betreibt dort einen Fabrikverkauf. Seit 2019 ist zudem die Kleintierpraxis Cremlingen überregional aktiv und bietet in der Region Braunschweig, Königslutter und Wolfenbüttel innovative veterinärmedizinische Behandlungen und moderne Diagnostik für Haustiere an.

### Medien
In der Nähe von Cremlingen-Abbenrode betrieb die Deutsche Telekom AG seit 1962 eine große Sendeanlage für Mittelwelle, die das Programm des Deutschlandfunks ausstrahlte. Die Sendeanlage wurde am 31. Dezember 2015 stillgelegt und am 29. Januar 2018 per Sprengung abgerissen.

### Verkehr

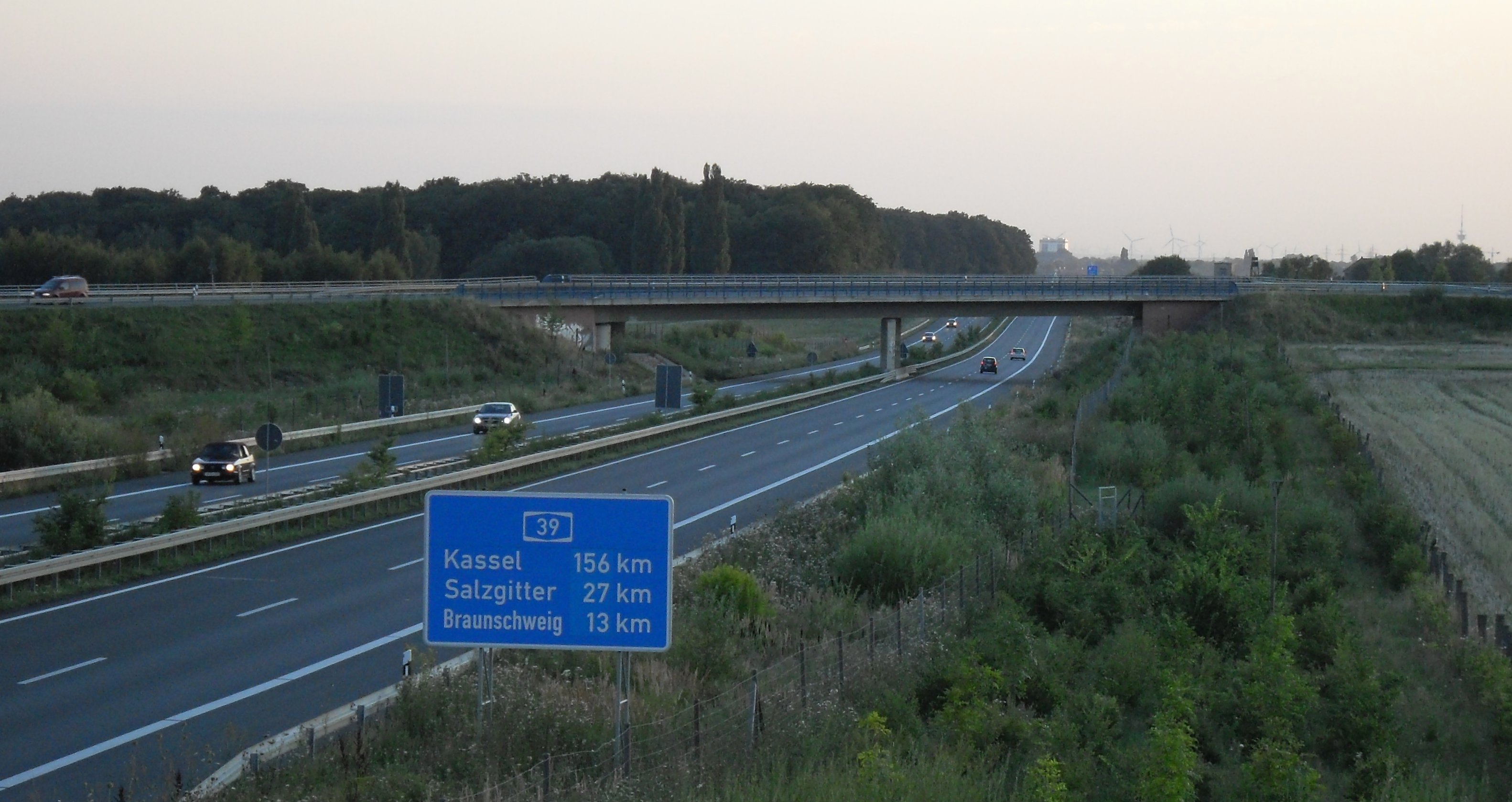
Die BAB 39 bei Cremlingen

Im Bereich der Gemeinde gibt es die Bahnhöfe Schandelah und Weddel an der Bahnstrecke Braunschweig–Magdeburg; Weddel wird auch von Zügen in Richtung Wolfsburg angefahren („Weddeler Schleife“).
Durch das Gemeindegebiet führt die Bundesstraße 1, und seit Ende September 2006 besitzt Cremlingen eine gleichnamige Anschlussstelle an die A 39, die seit Anfang 2009 bis zum Autobahnkreuz Wolfsburg durchgängig befahrbar ist.

## Persönlichkeiten
- Rudolf Berndt (* 27. Juli 1910 in Cremlingen; † 2. Juni 1987 in Weddel), Ornithologe
- Heinz-Georg Keerl (* 7. Januar 1946 in Weddel; † 23. Februar 2011 in Reinbek), General der Bundeswehr
- Manfred Trojahn (* 22. Oktober 1949 in Cremlingen), Komponist und Dirigent